# Koceljeva
Koceljeva (cirill betűkkel Коцељева) az azonos nevű község székhelye Szerbiában, a Mácsvai körzetben.

## Népesség
- 1948-ban 1 876,
- 1953-ban 2 010,
- 1961-ben 2 377,
- 1971-ben 2 949,
- 1981-ben 3 561,
- 1991-ben 4 202,
- 2002-ben 4 645 lakosa volt,  melyből 4 582 szerb (98,64%), 8 jugoszláv, 6 montenegrói, 4 cigány, 4 horvát, 3 gorai, 2 orosz, 2 román, 1 albán, 1 bolgár, 1 macedón, 1 muzulmán, 1 szlovén, 1 egyéb, 15 nem nyilatkozott, 1 régióbeli hovatartozású személy és 12 ismeretlen.

## A községhez tartozó települések
- Batalage,
- Brdarica,
- Bresnica,
- Galović,
- Goločelo,
- Gradojević,
- Donje Crniljevo,
- Draginje,
- Družetić,
- Zukve,
- Kamenica (Koceljeva),
- Ljutice,
- Mali Bošnjak,
- Svileuva,
- Subotica (Koceljeva),
- Ćukovine